# Vorrei sapere perché/My Crazy Baby
Vorrei sapere perché/My Crazy Baby è il 18º singolo discografico di Mina, pubblicato dalla casa discografica Italdisc a ottobre 1959.

## Copertina
Ha diverse copertine fotografiche: quella ufficiale Archiviato il 12 marzo 2023 in Internet Archive. e il suo retro, proposta su sfondo verde oppure rosso (fonte e retro), quella alternativa uguale per entrambi i lati. Oltre la consueta custodia generica rossa forata a marchio Italdisc / Broadway. Tutte le copertine riportano la grafia del titolo Vorrei saper perché, diversa da quella depositata alla SIAE.

## Storia
Le due canzoni sono incluse nell'album ufficiale d'esordio Tintarella di luna del 1960 e nella raccolta Ritratto: I singoli Vol. 1 del 2010.
Il lato A è stato anche incluso dell'EP ufficiale Folle banderuola/La luna e il cow boy/Un piccolo raggio di luna/Vorrei sapere perché (1960).
Arrangiamenti degli Happy Boys, che suonano e accompagnano Mina.

## Tracce
Lato A
1. Vorrei saper perché – 2:41 (testo: Piero Vivarelli, Lucio Fulci – musica: Adriano Celentano, Ezio Leoni; edizioni musicali Mascotte)

Lato B
1. My Crazy Baby – 2:35 (testo: Mina – musica: Yaşar Güvenir, Albrecht Marcuse 'Rolf Marbot'; edizioni musicali Southern Music)

## Formazione
- Mina - voce
- Gli Happy Boys:[2]

Nino Donzelli - arrangiamento, altri strumenti
Renzo Donzelli - chitarra
Giorgio Levi - pianoforte
Giacomo "Micio" Masseroli - voce, contrabbasso
Fausto Coelli - batteria